# Urena
Urena (hrvatski urena; lat. Urena), biljni rod iz porodice Sljezovki raširen po suptropskim i tropskim predjelima. Ime “urena” očito potječe od imena danog biljci na indijskoj obali Malabara.
Poznatija vrsta je Urena lobata, ili “kongoanska juta”, čiji je komercijalni uzgoj započeo u Belgijskom Kongu 1920-ih i u središnjoj Africi 1930-ih.

## Vrste
1. Urena armitiana F.Muell.
2. Urena australiensis Fryxell & Craven
3. Urena lobata L.
4. Urena pedersenii Krapov.
5. Urena procumbens L.
6. Urena repanda Roxb.